# Vaira Vīķe-Freibergová
Vaira Vīķe-Freibergová (nepřechýleně Vīķe-Freiberga; * 1. prosince 1937 Riga) je bývalá lotyšská prezidentka. Byla celkově 6. osobou v úřadu prezidenta Lotyšska a první ženou vykonávající tuto funkci (stala se i první prezidentkou ve všech postkomunistických zemích). Prezidentkou byla dvě funkční období - poprvé byla zvolena v roce 1999 a znovuzvolena v roce 2003. Jejím nástupcem v úřadu se stal Valdis Zatlers, který byl zvolen 31. května 2007.

## Životopis
Vaira Vīķe-Freibergová emigrovala s rodiči po druhé světové válce. Vyrůstala v uprchlických táborech v Německu, studovala v Maroku a Kanadě. Od roku 1965 byla profesorkou psychologie na univerzitě v Montréalu. Počátkem 80. let 20. století nejdříve pracovala ve Vědecké výzkumné skupině pro NATO v Kanadě, potom byla zástupkyní šéfa Kanadské vědecké rady. Od roku 1998 opět žije v Lotyšsku. V roce 1999 byla zvolena prezidentkou až po náročném sedmikolovém volebním klání v lotyšském parlamentu, v němž porazila i kandidáta tehdejší vládní strany Lotyšská cesta, Valdise Birkavse.
Je vdaná, má dvě děti. Hovoří plynně anglicky, francouzsky, německy a španělsky.
Českou republiku navštívila jako prezidentka třikrát: 27. –31. července 2000 (pracovní návštěva), 1.–3. května 2002 (setkání prezidentů pobaltských států a České republiky), 8.–10. října 2006 (účast na konferenci Forum 2000 „The Dilemmas of Global Co-Existence”)

## Vyznamenání
| Stát               | Stuha | Název                                                                | Datum udělení     |
| ------------------ | ----- | -------------------------------------------------------------------- | ----------------- |
| Ázerbájdžán        |       | Řád přátelství                                                       | 2015, 25. června  |
| Belgie             |       | velkokříž Řádu Leopolda                                              | 2007              |
| Bulharsko          |       | Řád Staré planina I. třídy                                           | 2003              |
| Estonsko           |       | Řád kříže země Panny Marie I. třídy s řetězem                        | 2000, 27. dubna   |
| Estonsko           |       | Řád bílé hvězdy I. třídy s řetězem                                   | 2005, 5. prosince |
| Finsko             |       | velkokříž s řetězem Řádu bílé růže                                   | 2001              |
| Francie            |       | velkokříž Řádu čestné legie                                          | 2001              |
| Itálie             |       | velkokříž s řetězem Řádu zásluh o Italskou republiku                 | 2004, 8. dubna    |
| Japonsko           |       | velkokříž Řádu chryzantémy                                           | 2007              |
| Kypr               |       | velkokříž s řetězem Řádu Makaria III.                                | 2007              |
| Litva              |       | velkokříž Řádu Vitolda Velikého se zlatým řetězem                    | 2001, 13. března  |
| Lucembursko        |       | velkokříž Řádu Adolfa Nasavského                                     | 2006              |
| Maďarsko           |       | velkokříž s řetězem Záslužného řádu Maďarské republiky               | 2001              |
| Malta              |       | Národní řád za zásluhy                                               | 2004, 16. února   |
| Malta              |       | Řád Xirka Ġieħ ir-Repubblika                                         | 2006, 19. června  |
| Německo            |       | velkokříž speciální třídy Záslužného řádu Spolkové republiky Německo | 2003              |
| Norsko             |       | velkokříž Řádu svatého Olafa                                         | 2000              |
| Polsko             |       | Řád bílé orlice                                                      | 2003              |
| Polsko             |       | velkokříž Řádu za zásluhy Polské republiky                           | 2005              |
| Portugalsko        |       | velkokříž s řetězem Řádu prince Jindřicha                            | 2003, 29. května  |
| Rumunsko           |       | velkokříž s řetězem Řádu rumunské hvězdy                             | 2001              |
| Řecko              |       | velkokříž Řádu Spasitele                                             | 2000              |
| Slovensko          |       | Řád bílého dvojkříže I. třídy                                        | 2005              |
| Slovinsko          |       | Řád svobody Slovinské republiky ve zlatě                             | 2002              |
| Spojené království |       | čestný rytíř velkokříže Řádu lázně                                   | 2006              |
| Španělsko          |       | velkokříž s řetězem Řádu Isabely Katolické                           | 2004              |
| Švédsko            |       | Řád Serafínů                                                         | 2005              |
| Ukrajina           |       | Řád knížete Jaroslava Moudrého I. třídy                              | 2006              |
|                    |       |                                                                      |                   |
| Québec             |       | důstojník Národního řádu Québecu                                     | 2006              |